# 财神2020
《财神2020》（英文：Good Wealth 2020）是部2020年马来西亚贺岁喜剧片。故事讲述一个男子，在遇到天降的财神爷后，成功许愿变成有钱人。面临失去记忆的条件下，他必须在金钱和家人做出选择。
本片主演包括林盛斌，钟瑾桦，吕爱琼，温绍平，颜薇恩，周力文，涂恺哲，并于2020年2月6日年十三在马来西亚上映。
本片由陈立谦执导，该片是2020年马来西亚四部贺岁本地电影的其中一部，其他三部分别是《新年泰疯狂》、《大财神》和《作战啦！茶室总动员》。

## 剧情简介
Bob是个离婚中年男人，职业是保安人员。自从唯一的儿子患上心脏衰竭病后，Bob每天都被庞大的医药费压得喘不过气。某天，在打扫一座财神爷神像时，他许愿，希望死之前能当一次有钱人。没想到真的财神爷竟然出现了，财神答应实现他的愿望。在接下来的七天里，他能尽情地许愿，但每一次的愿望都会让他一点一点失去快乐的回忆，当儿子也开始不认识他时，Bob该怎么办？

## 演员列表
- 林盛斌 饰演 Bob（在电影开拍前男主角中文名为蔡升，谐音财神）
- 钟瑾桦 饰演 Bob的儿子
- 吕爱琼 饰演 Bob的前妻
- 温绍平 饰演 财神爷
- 颜薇恩
- 周力文
- 涂恺哲
- 萧孝杰
- 田艺兰
- 周栩禾
- 陈军凯

###### 特别演出
- 林文荪
- 林德荣 饰演 宝力金（参见《作战啦！茶室总动员》）
- 庄可比
- 叶朝明
- 邓秀金
- 王竣
- 曾玟玮
- 林星潼
- K 佬 @低清
- 大 Hee @低清

## 制作
本片由本地导演陈立谦执导，他曾执导《这一刻，想见你》、《Miss Andy》等电影。电影除了有马来西亚演员，也有香港演员林盛斌和其他地区的华人演员参演。

## 歌曲创作比赛和电影贺岁专辑
电影公司曾举办了2020年贺岁歌曲创作比赛，赢得这场比赛的参赛者将会收录自《财神2020》同名贺岁专辑中，并由此次比赛的评委兼贺岁专辑制作人邓智彰操刀制作，并由环球唱片发行。而这场总决赛将会在吉隆坡Quill City Mall举办。

### 参赛规则
2020新春歌曲创作比赛提供的总奖金高达RM15,000.00。参赛者可以从2019年6月20日2到2019年7月11日（后因为受到热烈反应而把截止日期改成2019年7月18日）开始接受报名与征集作品。优胜歌曲创作将会收录在同名《财神2020》贺岁专辑。而主办单位将会由永恒传媒 连同电影公司一同合作，指定唱片公司环球唱片给予支持，并且由邓智彰老师担当评审。

#### 活动宗旨
1. 发掘更多热爱音乐创作者的音乐才华。
2. 宣扬华人传统文化，展现农历新年的价值与意义。
3. 为创作者提供一个大型音乐创作平台。

#### 参赛方法
首先，他们开始接受报名的时间是从20/06/2019（星期四）（并把Mp3文档、MV[参加人气奖用]发送到Google Form），而报名和收件的截止期限就在18/07/2019 （星期四）, 下午5时正或之前。主办方和邓智彰老师经过讨论后，将会在25/07/2019（星期四）公布入围决赛名单。而这场贺岁歌曲创作比赛总决赛的日期将会在03/08/2019（星期六），Quill City Mall举办。

#### 参赛者须知
参赛者年龄不拘，只开放给马来西亚公民与海外人士参加。无需报名费。

#### 创作规范
参赛作品必须是华人农历新年歌曲和以华语为主，但也可稍微融入其他语言，如马来语、淡米尔语、英语、粤语等。不符合者即被取消参赛资格。而参赛者也可以用 “个人” 或 “团体” 的方式参加，唯每人参选作品（个人组与团体组）总共不得超过三份。参赛作品须包含词曲创作，单以词或曲参选者，恕不受理。而这个比赛的作品规格是：
1. 歌曲长度限2至4分钟，
2. 录制成MP3和MP4视频。

参赛作品音乐风格、表现方式不拘。唯须以人声配唱，允许独唱、重唱或合唱等型式呈现，并得辅以乐器伴奏。而他们的参赛作品内容不得有毁谤他人、揭发他人隐私或其他侵害他人权利或违法之内容渲染，包括色情、暴力、歧视、人身攻击、诽谤、违反社会风俗、诋毁宗教和抵触马来西亚法律，违反者将取消参赛资格。参赛者的参赛作品必须属原创，不能抄袭。曾出版、销售、被商品化、有相关广告活动、授权或得奖作品一律不得参加比赛。

#### 参赛规则
参赛者必须以身份证上的姓名报名。决赛时须出示附有相片之证明文件以确定参赛资格，一旦报名后不接受更改任何资料。团体创作务必填入所有参赛者的相关资料：姓名、身份证字号和联络电话号码。参赛者须详阅活动相关规范，并视为认同一切规定，若参赛者作品或所提供之相关资料不符规定，一律取消资格。活动期间或结束后，参赛者若被发现违反参赛规则，将被取消资格，参赛者除了负担法律责任外，已领奖者必须退还奖状、奖金或奖品。凡是在总决赛已入围者或队伍必须出席主办单位所安排的指定活动。主办单位保留所有更改规则及其他安排权利，随时做出修订，参赛者不得异议，而比赛之最终决定权归主办单位所有。

#### 总决赛规则
总决赛将会以现场演绎的方式进行比赛，所有参赛者必须自备乐器。而当天将会宣布获奖名单：冠军、亚军、季军；最佳作词、最佳作曲、最佳编曲，最佳人气奖各一份； 特优奖三份。个人组的每位得奖者将获奖杯和奖状一份。团队组的得奖组合，每组获奖杯一个，成员每人获奖状一份。优胜作品会否录用于《财神2020》贺岁专辑，决定权全归主办单位，得奖者不得有异议。

#### 报名方法
参赛者必须到主办方提供的链接进行报名，填妥所有资料，随后将作品上传：
1. MP3歌曲条件：大小必须在10MB以内。
2. MP4视频条件：大小必须在1GB以内，视频画质为1080p。
3. 请把 歌词 做成PDF。
4. 所有文件以 “歌名+姓名/团名” 命名。

#### 评审准则
1. 旋律（30%） ：歌曲具创意、新鲜感。
2. 歌词（30%） ：表达正面；讯息 、主题明确 ；歌词合乐性。
3. 编曲（20%）：伴奏和弦配合主调 ；节奏能配合正面气氛；乐器选择合宜；结构组织丰富 。
4. 整体表现（20%）： 词曲编写配合得宜；拥有新年气氛元素，并展现华人传统文化精神。

#### 最佳人气奖
作品入围者的视频将公布于官方Facebook，并且是只限从官方Facebook发布的视频获得总分享量最多的入围者。合格标准为至少 1000总赞量和 100总分享量。若多部作品总分享量同数，总赞量最多者获胜。“最佳人气奖” 网络投选截止日期为2019年8月2日（星期五 ），晚上11时59分之前。总赞量和总分享量以此截止日期作为计算标准。

#### 版权事宜
所有得奖作品的歌曲版权将归主办单位所有（并且会写上OP:Eternal Pictures Sdn. Bhd.和SP：Universal Music Publishing Sdn. Bhd.以示版权归主办方。）而主办单位有权将作品用于非牟利用途，并在使用有关作品时保留修改、出版、复制、派发和播放的权利。评审将会在比赛后，商讨要把哪一首获胜歌曲作为电影插曲。

#### 奖金
本场比赛拥有以下奖金分配：
- 冠军 RM5,000 + 奖杯 + 奖状
- 亚军 RM3,000 + 奖杯 + 奖状
- 季军 RM1,500 + 奖杯 + 奖状
- 最佳作词 RM1,000 + 奖杯 + 奖状
- 最佳作曲 RM1,000 + 奖杯 + 奖状
- 最佳编曲 RM1,000 + 奖杯 + 奖状
- 最佳人气 RM1,000 + 奖杯 + 奖状
- 特优奖(3份) RM800 + 奖杯 + 奖状

### 初赛

#### 入围名单
| 图解 | 参赛者作品已经入围总决赛 | 参赛者作品无入围总决赛 |

| 新年喜气吉洋洋 - Victor Chan                                      |
| 春暖花开 - Victor Chan                                            |
| 心連興 - Chai Juan Yao 蔡眷耀 (Classix Band)                      |
| 春季 - Bryan叶政卫 【ft 振妮】 - Wong Jun Long                    |
| 一点点心意 - 林伟健Alvin Lim Wei Jian                             |
| 等你回家 - Khoo Zheng Hao 傅政豪                                  |
| 团圆饭 - lim yu chuan (佛系派)                                    |
| 新年到 - Sim Kok Hou 沈国豪 (DREAM MACHINE)                       |
| 好 - Ti Bing Yen 郑斌彦                                           |
| 迎新送旧年 - henry choo chia ping 朱家斌 (势家欢团体娱乐制作)     |
| 祝福的每一天 - henry choo chia ping 朱家斌 (势家欢团体娱乐制作)   |
| 春季又一个春季 - henry choo chia ping 朱家斌 (势家欢团体娱乐制作) |
| 新年幸福天 - Jenny Die Jiang Hang                                 |
| 幸福年 - Tee Piau Haur 鄭颩壕                                     |
| 春天等你新年来 - Ho Yue Wei 何悦惟 (陈何提桶)                     |
| 恭喜大家新年好 - Tee Piau Haur 鄭颩壕                             |
| 万花筒 - Look Wen Ching陆玟静                                     |
| 花開富貴幸福來 - Thoong Khar Yee 唐嘉宜                           |
| 呼噜噜 过新年 - Lim Ching Wen 林敬雯 (佳圆制作 TheBulat Story)    |
| 好运连连 - Ooi Ee Shen黄禹圣 (禹圣禹芯)                           |
| 我们的新年 - Sylvester Liew Xen Xuen 刘圣轩                       |
| 财神你到底在哪里 - Tee Piau Haur 鄭颩壕                           |
| 年轻人的新年 - Lim Hao Ren 林豪仁                                 |
| 新年的来到 - Alvin.TJM 陈江铭                                     |
| 望守回春 - Tee Yong Yee 鄭永溢                                    |
| 美滿家園 - Lam Mun Chun 藍文俊                                    |
| 万事胜意春风里 - Lim Sybei 林斯蓓                                 |
| 今年会更好 - lee yew haw 李柏孝                                   |
| 幸福連年 - Ng Suet Yuan 黄雪媛 (今如愿[菁如媛])                   |
| 鄉情 - NG SUET YUAN 黄雪媛 (icecreamvivian)                       |
| 新年乐开怀 - Wong Kuok Kang 王国刚                                |
| 大掃除 - Ng Suet Yuan (icecreamvivian)                            |
| 拱手恭喜 - Wong Say How (E-STAR)                                  |
| 敲锣打鼓贺新年 - Look Wen Ching陆玟静                             |
| 新年颂 - 丘雷门HIUKOKNAM                                          |
| 齊領風騷 - Look Wen Ching 陆玟静                                  |

### 总决赛
| - 比赛日期：2019/08/03 - 比赛地点：这场比赛的地点将在吉隆坡桂和广场Quill City Mall举办。 - 比赛结果：《敲锣打鼓贺新年》获得冠军，《好》获得亚军，《等你回家》获得季军并成为《财神2020》电影插曲，并由环球唱片歌手演唱，《今年会更好》、《万花筒》和《新年的来到》获得优秀奖。这些歌曲将会由专业编曲老师重新编曲。得奖者将会在2019年10月期间收到主办方的邀请，来到指定录音室（星乐录音室）录音并演唱获奖歌曲，由邓智彰老师现场担当制作。 |

| 图解 | 参赛者获得冠军 | 参赛者获得亚军 | 参赛者获得季军 |                  |
| 图解 | 参赛者获得冠军 | 参赛者获得亚军 | 参赛者获得季军 | 参赛者获得优秀奖 |

| 《新年喜气吉洋洋》 - Victor Chan                   |
| 《春暖花开》 - Victor Chan                         |
| 《心連興》 - Chai Juan Yao 蔡眷耀 (Classix Band)   |
| 《春季》 - Bryan叶政卫 【ft 振妮】 - Wong Jun Long |
| 《等你回家》 - Khoo Zheng Hao 傅政豪               |
| 《团圆饭》 - lim yu chuan (佛系派)                 |
| 《好》 - Ti Bing Yen 郑斌彦                        |
| 《幸福年》 - Tee Piau Haur 鄭颩壕                  |
| 《恭喜大家新年好》 - Tee Piau Haur 鄭颩壕          |
| 《财神你到底在哪里》 - Tee Piau Haur 鄭颩壕        |
| 《万花筒》 - Look Wen Ching陆玟静                  |
| 《敲锣打鼓贺新年》 - Look Wen Ching陆玟静          |
| 《花開富貴幸福來》 - Thoong Khar Yee 唐嘉宜        |
| 《我们的新年》 - Sylvester Liew Xen Xuen 刘圣轩    |
| 《新年的来到》 - Alvin.TJM 陈江铭                  |
| 《望守回春》 - Tee Yong Yee 鄭永溢                 |
| 《美滿家園》 - Lam Mun Chun 藍文俊                 |
| 《今年会更好》 - lee yew haw 李柏孝                |
| 《新年乐开怀》 - Wong Kuok Kang 王国刚             |
| 《大掃除》 - Ng Suet Yuan (icecreamvivian)         |

#### 其他奖项
| 《今年会更好》 - lee yew haw 李柏孝 |

| 《好》 - Ti Bing Yen 郑斌彦 |

| 《敲锣打鼓贺新年》 - Look Wen Ching陆玟静 |

| 《等你回家》 - Khoo Zheng Hao 傅政豪 |

### 贺岁专辑

#### 曲目
| 曲序 | 曲名       | 作曲      | 作詞           | 編曲   | 演唱                                                  | 附註                                                                                     |
| 01   | 财神来咯   | 邓智彰    | 邓智彰         | 利君雄 | 锺瑾桦、林文荪、李伟燊、周栩禾、林喜明                | 财神2020电影主题曲                                                                       |
| 02   | 等我回家   | 傅政豪    | 傅政豪         | 利君雄 | 锺瑾桦                                                | 财神2020电影插曲 2020贺岁歌曲创作比赛季军 2020贺岁歌曲创作比赛最佳编曲（原编曲：傅政豪） |
| 03   | 新年的来到 | Alvin TJM | Alvin TJM      | Batman | Alvin TJM 陈江铭/陈军凯                               | 2020贺岁歌曲创作比赛特优奖 陈军凯为口琴演奏                                              |
| 04   | 今年会更好 | 李柏孝    | 李金时         | Batman | 原声乐团（李柏孝/杨伟琳/黄健伦/戴势勋）/李煜炫/苏钰淇 | 2020贺岁歌曲创作比赛最佳人气奖 2020贺岁歌曲创作比赛特优奖                                |
| 05   | 万花筒     | 陆玟静    | 楊俊龍, 魏國慶 | Batman | 陆玟静                                                | 2020贺岁歌曲创作比赛特优奖                                                               |
| 06   | 敲锣打鼓   | 陆玟静    | 李猷列         | 利君雄 | 陆玟静                                                | 2020贺岁歌曲创作比赛冠军 2020贺岁歌曲创作比赛最佳作曲奖——陆玟静                          |
| 07   | 好         | 郑斌彦    | 郑斌彦         | Batman | 郑斌彦/阿穴特                                         | 2020贺岁歌曲创作比赛亚军 2020贺岁歌曲创作比赛最佳作词奖——郑斌彦                          |

## 附注
1. ↑  备注：若报名表格含不实资料、未依本活动甄选规定和要求之报名方式、报名内容不实、不明确、不完整或假借他人名义报名，导致无法联系入围者，则视同放弃参赛资格。
2. ↑  原作者Victor声称，原名为《新年喜气喜洋洋》，但因为打错字而无法向主办方更改，而导致Victor参与总决赛时将要前往Quill City Mall更改正确歌名。
3. ↑  此歌曲因无入围而重新制作，收录自E势家族2020年贺岁专辑《新年乐》当中。
4. ↑  此歌曲因无得奖而收录自郑飚壕数位贺岁专辑《财神你到底在哪里》。
5. ↑  此歌曲因无得奖而收录自郑飚壕数位贺岁专辑《财神你到底在哪里》。
6. ↑  此歌曲因无得奖而收录自郑飚壕数位贺岁专辑《财神你到底在哪里》。
7. ↑  此歌曲因无得奖而重新制作，收录自E势家族2020年贺岁专辑《新年乐》当中。
8. ↑  此歌曲因无得奖而重新制作，收录自E势家族2020年贺岁专辑《新年乐》当中。
9. ↑  此歌曲因无得奖而重新制作，收录自E势家族2020年贺岁专辑《新年乐》当中。
10. ↑  此歌曲因无得奖而重新制作，收录自E势家族2020年贺岁专辑《新年乐》当中。2021年，因千金娃娃贺岁专辑制作人喜爱这首歌的缘由，和原作者购买版权后交由千金娃娃翻唱该歌曲。
11. ↑  参赛时原名为《等你回家》。
12. ↑  此歌曲的歌词和参赛时的作品有大幅度的变动。除了保留参赛时的原歌词以外，为了符合电影内容，傅政豪也开始重写了一些部分的歌词。
13. ↑  电影公司在专辑里头把歌名改成《新年的到来》。
14. ↑  此歌曲的歌词是由原作词者李金时写的，但被电影公司把这首歌的作词者误以为是李柏孝。
15. ↑  此歌曲的歌词有些许变动，和《好》一样。
16. ↑  参赛时原名为《敲锣打鼓贺新年》。
17. ↑  参赛时是以原编曲参赛，过后收录自贺岁专辑的版本也是当时参赛的原编曲版本，只是重新录音。
18. ↑  阿穴特在合唱的部分，他的名字被环球唱片和电影公司写成了真名。真名：Keith Wong 黄凯旋。但在郑斌彦重新开拍的MV，阿穴特是利用他自己的网名（阿穴特）来介绍。
19. ↑  此歌曲的歌词有些许变动，和《今年会更好》一样。